# Хого

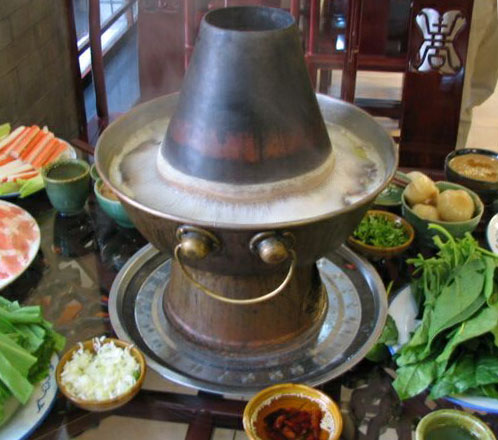
«Огненный котёл» в пекинском ресторане

Хого (или Хо-го; кит. трад. 火鍋, упр. 火锅, пиньинь huǒ guō, буквально: «огненный котёл») — китайский прибор, представляющий собой гибрид самовара и кастрюли, в котором варят мясо и овощи, имеет два дна и встроенную печь для разогрева. Первые хого находят в китайских раскопках IV века нашей эры.
Этим же словом называют китайскую разновидность рагу, причём для его приготовления используют не всегда именно хого, а и другую кухонную утварь: горшки или кастрюли.
Китайский и монгольский самовары （также как и русский) отличаются от западных тем, что нагревательный элемент находится в центре котелка для варки, в то время как у его западного аналога печка расположена под котелком. На Западе китайский самовар чаще называют монгольским по одной из его разновидностей, получившей название, видимо, вследствие того, что в так называемом монгольском самоваре готовят блюдо из миниатюрной овцы весом примерно 20 кг, которая выращивается на территории нынешнего автономного района Внутренняя Монголия. Для хого из этих 20 кг веса пригодно только 6-7 кг.

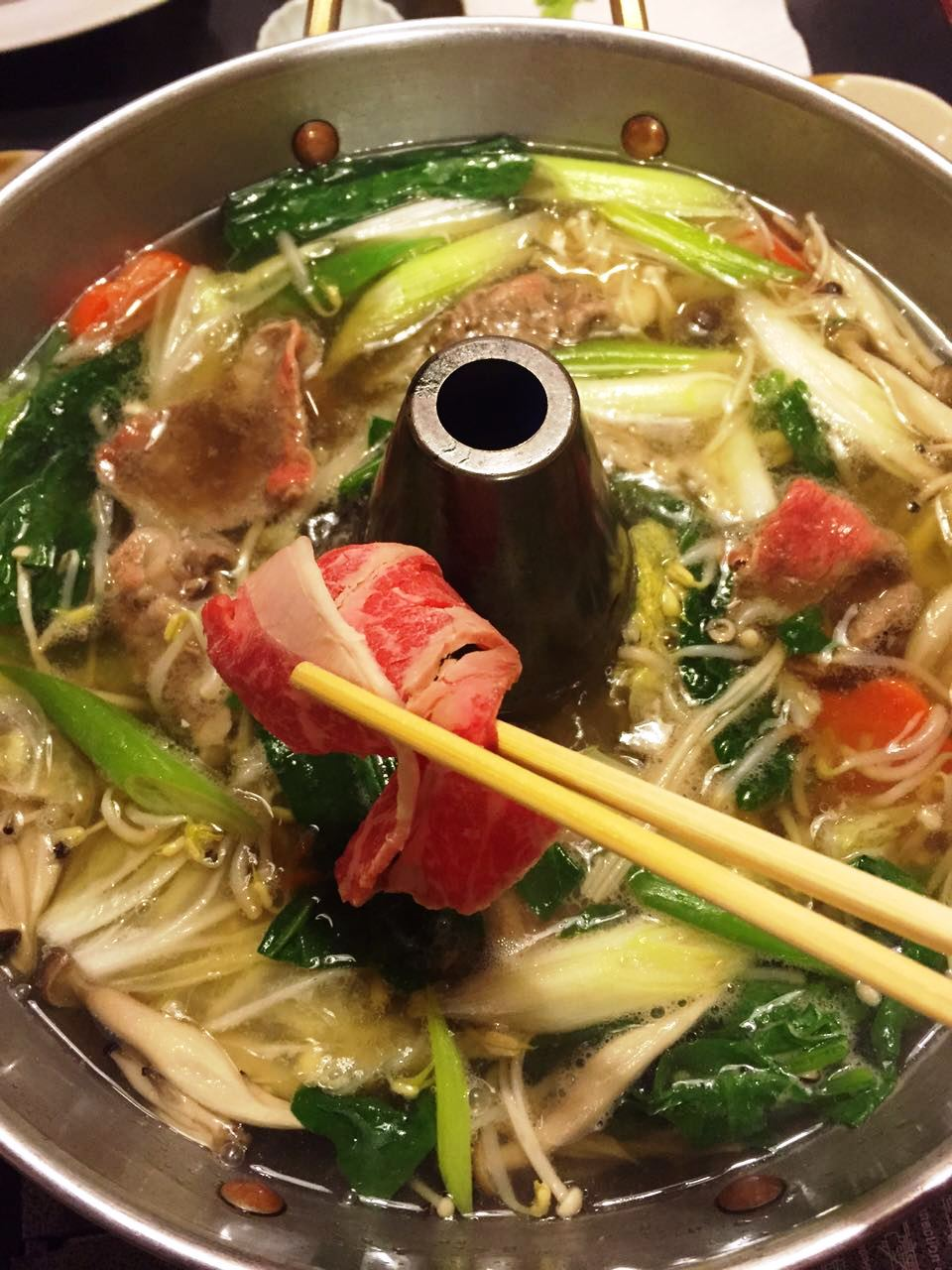
Хого с мясом, овощами и грибами эноки

Для простых китайцев «Хого» (дословно «горячий котелок», иначе — «монгольский котелок») — скорее не блюдо, а способ приготовления еды и общения друг с другом, когда ингредиенты, подобранные по вкусу, варят в общем котелке, перемежая еду разговорами. Особенно славится хого провинции Сычуань. В ресторанах, в которых подают хого, используются особые столы, в их центре находится печь, на которую устанавливают горшок с бульоном или соусом (часто горшки разделены на два сектора, так что в них можно сразу приготовить два разных кушанья, обычно острое хого и неострое хого). Гостям подают сырые продукты, которые впоследствии и станут ингредиентами хого: мясо, морепродукты, овощи, тофу, лапшу, пельмени — их набор не стандартизован. Каждый посетитель самостоятельно регулирует температуру блюда, время приготовления различных ингредиентов и очерёдность их опускания в горячий бульон. Как правило, в самом Китае бульон подают очень острый, хотя можно заказать бульон и без большого количества специй. В Китае есть разные виды хого: острый, неострый и хого, который делится на эти две части (в самом самоваре есть разделитель, с одной стороны которого находится острый бульон, а с другой — обычный). Есть полезные и питательные хого, рыбные хого, хого с морским огурцом, грибные, хого с мясом на кости, из кишок, с рыбой и маринованной китайской капустой, с курицей, уткой, кроликом и так далее.
Похожие блюда имеются в Индонезии, Вьетнаме (лау), Таиланде (му-кратха), Японии (набэмоно, сябу-сябу, одэн, тянконабэ, сукияки), Корее (ччигэ и синсолло), Брунее и Малайзии.
Хого особенно популярно в зимнее время года. К нему часто подают разные соусы для обмакивания сварившихся продуктов. Также после того как еда была приготовлена, и бульон немного остыл, его можно налить в отдельную посуду и есть как самостоятельное блюдо.

## История
Котелки для китайского хого распространились в период династии Тан. Исторической родиной монгольской разновидности хого считается территория Внутренней Монголии, где всегда жили разные племена. Блюдо получило широкое распространение в период правления чжурчженьской династии Цзинь, а в южный Китай попало во времена Империи Сун и династии Юань. Уже в период Империи Цин кушанье было известно и пользовалось популярностью почти на всей территории современного Китая. Во многих китайских домах есть специальные печи и кухонная утварь для приготовления этого блюда.

## Ингредиенты

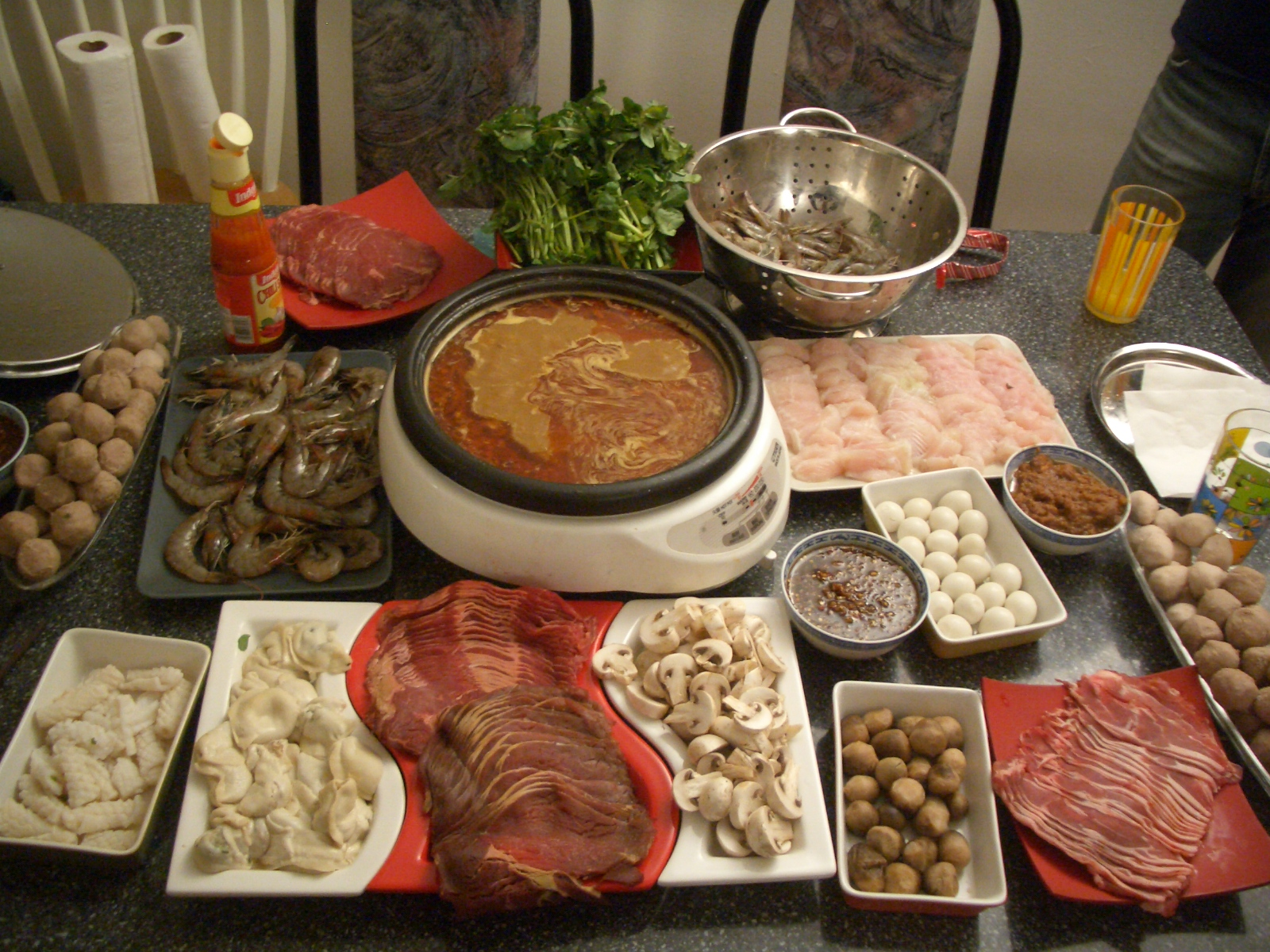
Сырые продукты, подготовленные для хого

В состав хого могут входить различные продукты. На юге и востоке Китая часто добавляют морепродукты и меньше используют мясо, в центральных провинциях и на севере — наоборот. Мясо обычно режут тонкими ломтиками или полосками, чтобы оно быстрее сварилось. В хого также добавляют различные виды лапши, яйца, овощи, зелень, грибы, рыбу, тофу и другие ингредиенты. Как правило, в бульон добавляют много острых приправ, особенно в провинции Сычуань. За остроту по-английски хого часто называют хот-хот-пот. В России блюдо и саму посуду иногда ошибочно называют также китайским самоваром из-за того, что оригинальная печь хого также заправляется через трубу. В провинции Юньнань предпочитают грибной хого, для приготовления которого используют как культивируемые, так и дикие лесные грибы.
Самый популярный вид хого — юаньянго (кит. упр. 鸳鸯锅, пиньинь yuān yāng guō), он подаётся в горшках, разделённых на два сектора, в одном острый бульон, во втором — более пресный. Своё название эта разновидность хого получила в честь уток-мандаринок, которые живут парами, и, согласно легенде, если одна птица умирает, вторая обычно долго не живёт. В Китае этих птиц считают символом верности. Бывают кастрюли с количеством секций от трёх и больше.